# Mystus singaringan
Mystus singaringan és una espècie de peix de la família dels bàgrids i de l'ordre dels siluriformes.

## Morfologia
Els mascles poden assolir els 30 cm de longitud total.

## Distribució geogràfica
Es troba a Tailàndia, Laos, la península de Malaca, Sumatra, Borneo i Java.